# Hoya ruthiae
Hoya ruthiae ist eine Pflanzenart der Gattung der Wachsblumen (Hoya) aus der Unterfamilie der Seidenpflanzengewächse (Asclepiadoideae).

## Merkmale
Hoya ruthiae ist eine vergleichsweise zierliche, lithophytisch-kletternde Pflanze. Die kahlen Triebe messen bis 4 mm im Querschnitt, sind brauch oder grau mit einer membranösen, sich ablösenden Rinde. Die Internoden sind 5 bis 15 cm lang. Die fleischigen Blätter sind gestielt, die Blattstiele sind 5 bis 15 mm lang und 1,5 bis 3 mm dick. Die Blattspreiten sind lanzettlich 5 bis 15 cm lang und 1,5 bis 3 cm breit. Der Apex ist spitz, die Basis keilförmig. Die Oberseite ist hellgrün, in direktem Sonnenlicht wechselt die Farbe zu rot mit grauen zahlreichen Flecken, die Unterseite ist etwas heller grün. Lediglich die Mittelrippe tritt deutlich hervor, die Sekundäradern sind kaum erkennbar. Alle vegetativen Pflanzenteile sondern bei Verletzung einen klaren Milchsaft aus.
Die doldenförmigen bis kugeligen Blütenstände enthalten 4 bis 20 Blüten und messen 3 bis 4 cm im Durchmesser. Die kahlen Blütenstandsstiele entspringen den Blattachseln und sind persistierend. Sie sind 1 bis 3 cm lang und messen 1,5 bis 2,5 mm im Durchmesser. Die kahlen Blütenstiele sind 10 bis 15 mm lang und messen 0,5 bis 0,8 mm im Durchmesser. Die Knospen sind kegelförmig mit einer fünfeckigen Basis, ca. 10 × 6 mm groß. Die Kelchblätter sind dreieckig, weißlich-pinkisch mit einem runden Apex. Sie sind kahl, 1,3 bis 1,5 mm lang und an der Basis 0,7 bis 1 mm breit. An der Basis eines jeden Kelchblattes sitzt eine eiförmige Drüse. Die radförmige Blütenkrone hat einen Durchmesser von 1 bis 1,5 cm, bzw. wenn ausgebreitet von 1,8 bis 2,2 cm. Sie ist weiß mit pinker Tönung, innen dünn und sehr fein flaumig behaart, außen kahl. Die Kronröhre ist 1,5 bis 2 mm lang. Die Kronblattzipfel sind nur an der Basis verwachsen. Sie sind schmal lanzettlich mit einem dreieckig zugespitzten Apex, 9 bis 10 mm lang und an der Basis 3 bis 4 mm breit. Die Ränder sind eingerollt, die Spitzen der Kronblattzipfel sind eingerollt. Das Gynostegium ist gestielt, der Stiel ist kegelförmig 1 bis 1,2 mm hoch und ca. 2 mm im Durchmesser. Die staminale Nebenkrone ist 2,5 bis 3 mm hoch und misst 6 bis 7 mm im Durchmesser. Sie ist fleischig, gelblich gefärbt und besitzt ein purpurfarbenes Zentrum. Die Nebenkronenzipfel sind seitlich eingeengt, von oben eiförmig mit eingerollten Rändern. Sie messen 2,8 bis 3,2 mm in der Länge und 1 bis 1,2 mm in der Breite. Der innere Fortsatz ist aufrecht, so hoch wie die Staubbeutel, und in der Form linealisch mit spitzem Apex, der äußere Fortsatz ist gerundet. Die Staubbeutel sind eiförmig 650 bis 750 μm lang und 300 bis 400 μm breit, mit einem apikal runden, membranösen Anhang; sie sind so hoch wie der Apex des Griffelkopfes. Die Pollinia sind länglich mit nach innen abgeschrägten Apex, runder Basis und durchsichtigem, äußeren Rand. Sie sind 550 bis 630 μm und 150 bis 200 μm breit. Die Caudiculae setzen an der Basis des Corpusculum an. Sie sind länglich, ca. 150 μm lang. Das Corpusculum ist 600 bis 650 μm lang und 250 bis 300 μm breit. Der Griffelkopf ist fünfeckig im Querschnitt mit fünf Zipfeln, die mit den Stamen alternieren. Der Apex des Griffelkopfes ist säulig, er ist 1 bis 1,2 mm lang und misst ca. 0,5 mm im Durchmesser an der Bais. Das Ovarium ist linealisch, ca. 2 mm lang, jedes Fruchtblatt ist an der Basis ca. 0,5 mm breit. Früchte und Samen wurden bisher nicht beobachtet.

## Ähnliche Art
Hoya ruthiae hat Ähnlichkeit mit Hoya uncinata Teijsm. & Binn. Beide Arten besitzen einen klaren Milchsaft, eine Blütenkrone mit tief eingeschnittenen Kronblattzipfeln und ein Corpusculum, das fast so lang ist wie die Pollinien. Die ausgebreitete Blütenkrone von Hoya uncinata ist allerdings kleiner (1,5 bis 1,7 cm im Durchmesser) und besitzt eiförmige Kronblattzipfel. Die Blütenkrone von Hoya ruthiae misst 1,8 bis 2,2 cm im Durchmesser und weist schmal-lanzettliche Kronblattzipfel auf.

## Geographische Verbreitung und Habitat
Hoya ruthiae ist bisher nur von der Typlokalität bei Bukit Baturong, Distrikt Lahad Datu, Sabah, Malaysia bekannt. Die Art wächst dort lithophytisch auf Kalkstein.

## Taxonomie
Das Taxon wurde 2015 von Michele Rodda beschrieben. Das Typusexemplar wurde am 7. Juli 2000 in der Nähe von Bukit Baturong, Distrikt Lahad Datu, Sabah, Malaysia auf Kalkstein gesammelt. Das Typusexemplar wird im Herbarium der Singapore Botanic Gardens in Singapur unter der Nr. Kiew R RK5029 (Barcode SING0077484) aufbewahrt. Weiteres Pflanzenmaterial stammt aus einer Hoya-Gärtnerei in Ratchaburi, Ratchaburi-Provinz, Thailand. Dieses Material wird ebenfalls in den Singapore Botanic Gardens unter der Nr. Rodda M MR606 aufbewahrt.
Hoya ruthiae ist nach Ruth Kiew (1946–) benannt, die am Forest Research Institute Malaysia in Kepong (Selangor, Malaysia) als Botanikerin arbeitet. Sie ist Autorin zahlreicher Arbeiten u. a. über Begonia L. und Gesneriaceae.
Sie wird von Plants of the World online als gültiges Taxon akzeptiert.